# Pałecznica fioletowawa
Pałecznica fioletowawa (Typhula culmigena (Pers.) Berthier) – gatunek grzybów z rodziny pałecznicowatych (Typhulaceae)

## Systematyka i nazewnictwo
Pozycja w klasyfikacji według Index Fungorum: Typhula, Typhulaceae, Agaricales, Agaricomycetidae, Agaricomycetes, Agaricomycotina, Basidiomycota, Fungi.
Po raz pierwszy opisał go w 1797 r. Christiaan Hendrik Persoon, nadając mu nazwę Clavaria micans. Obecną nazwę nadał mu Jacques Berthier w 1976 r. Ma ponad 20 synonimów. Niektóre z nich:
- Ceratellopsis rosella (Fr.) Corner 1950
- Pistillaria micans (Pers.) Fr. 1821

Polską nazwę zaproponował Władysław Wojewoda w 2003 r.

## Morfologia
Owocniki o wysokości od 1 do 3 mm, różowe, czasem mięsiste, proste, mniej lub bardziej wiotkie, z główką i wyraźnym, krótkim i nagim trzonem, nie tworzące sklerocjów. Zarodniki amyloidalne 9–12 × 4,5–6 µm z wydatnym wierzchołkiem, na strzępkach sprzążki.

## Występowanie i siedlisko
Występuje w Ameryce Północnej, Europie, Azji, Afryce i na Nowej Zelandii. W Polsce W. Wojewoda w 2003 r. przytoczył 7 stanowisk, podano je także w późniejszych latach, a najbardziej aktualne podaje internetowy atlas grzybów. Znajduje się w nim na liście gatunków zagrożonych i wartych objęcia ochroną.
Saprotrof występujący na gnijących łodygach łubinu i martwych łodygach i liściach innych roślin zielnych.